# Tabanomorpha
Infra-ordre
Les Tabanomorpha sont un infra-ordre d'insectes diptères.

## Liste des familles et sous-familles
Selon ITIS (25 sept. 2012) :
- famille Athericidae
- famille Pelecorhynchidae
- famille Rhagionidae
- famille Tabanidae
- famille Vermilconidae

Selon NCBI (25 sept. 2012) :
- famille Athericidae
- famille Austroleptidae
- famille Pelecorhynchidae
- famille Rhagionidae
- famille Tabanidae
  - sous-famille Chrysopsinae
  - sous-famille Pangoniinae
  - sous-famille Tabaninae
- famille Vermileonidae

Selon Paleobiology Database (25 sept. 2012) :
- Tabanidae
- Tabanoidea

Selon World Register of Marine Species (25 sept. 2012) :
- famille Tabanidae

Les familles Athericidae, Oreoleptidae, Pelecorhynchidae et Tabanidae sont comprises dans la super-famille Tabanoidea.